# Rioja borvidék

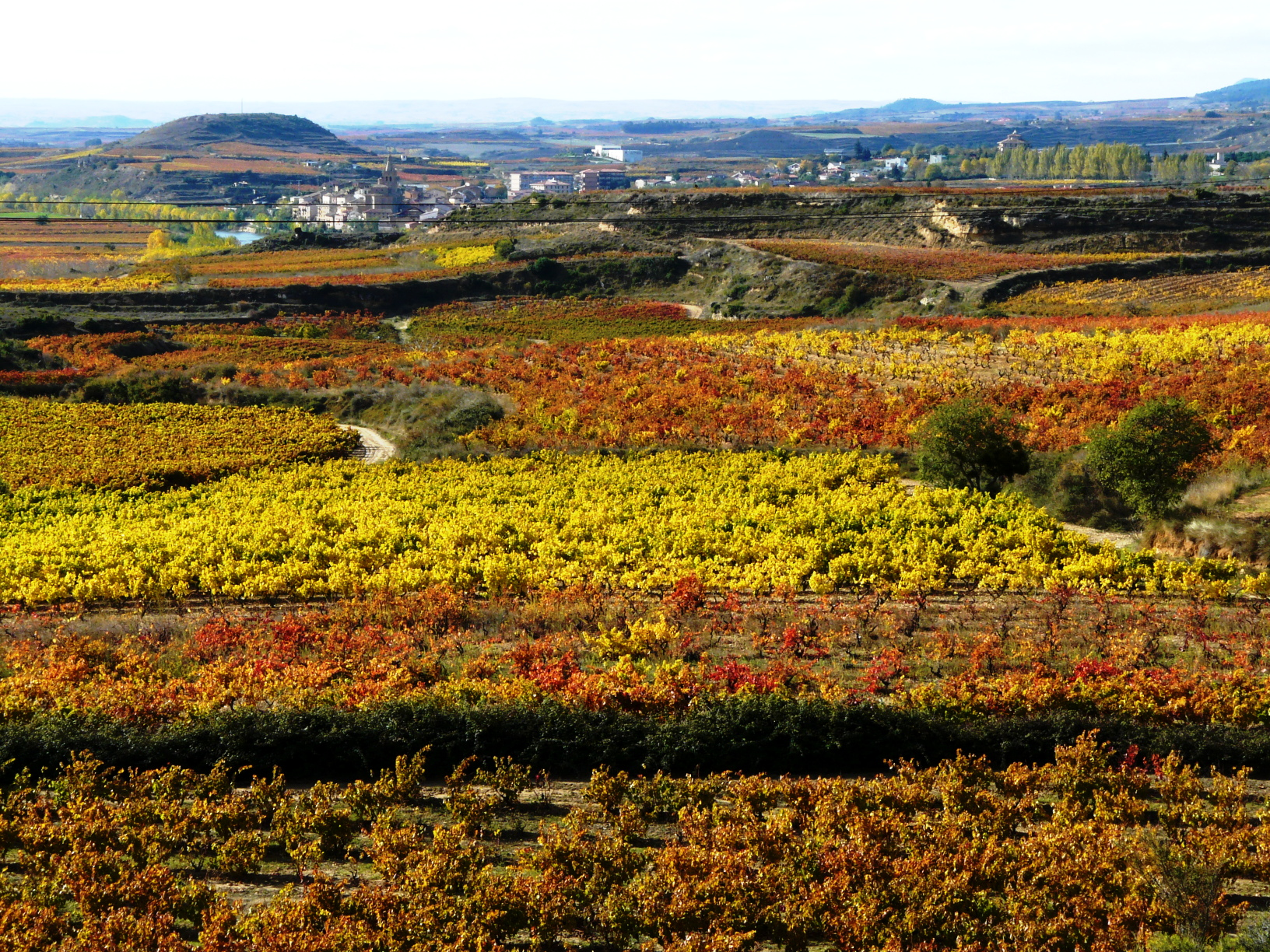
Szőlőültetvények Briñas környékén

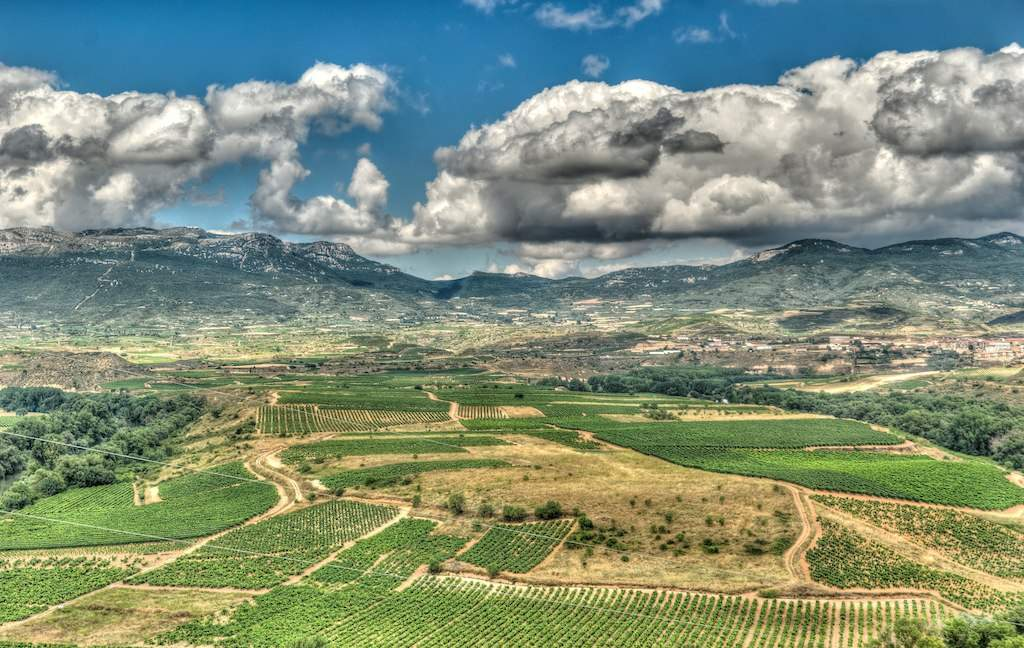
La Rioja látképe az Ebro völgyével

A Rioja Spanyolország legismertebb borvidéke az Ebro borrégióban (Kasztília és Leónban). A borvidék és maga az autonóm terület nevét valószínűleg az Ebro Rio Oja (azaz Oja folyó) mellékvizéről kapta — az Oja név valószínűleg a baszk Oxa spanyolos formája). Ez Spanyolország első és sokáig egyetlen olyan borvidéke, amely kiérdemelte a DOC (DOCa) minősítést.

## Földrajzi helyzete, körzetei, éghajlata, talajai
A Kantábriai-hegyvidékben eredő Ebro mellett a legjobb borszőlők ezen a borvidéken teremnek: a folyóvölgy déli (jobbparti) La Rioja autonóm közösséghez tartozik, északi (balparti) részén pedig Baszkföld és Navarra osztozik. A kelet–délkeletnek folyó Ebrónak ez a szakasza mintegy 120 km hosszú; a borvidék szélessége 25–30 km. A völgytől északra és délre is jobbára táblás mészkőhegyek emelkednek. Az ültetvények 300–800 m magasan fekszenek.
La Rioja székhelye, Logroño az Ebro folyó mellett épült; a terület tőle nyugatra, illetve keletre fekvő részén három körzetet különítenek el — általánosságban elmondható, hogy egy riojaként címkézett borhoz e körzetek közül legalább kettőből származó borokat kell házasítani.
- a Logroñótól nyugatra, az Ebro északi partján (Baszkföldön) terülő el Rioja Alavesa (baszkul: Arabako Errioxa). Az éghajlat az Atlanti-óceán hatása miatt viszonylagosan hűvös, a három körzet közül ez a legcsapadékosabb. Az uralkodó szél északról, a Viscayai-öböl felől fúj; a szárító nyári szél helyi neve solano. Az erősen homokos talaj kémhatása mozaikos: nagyon meszes és savanyú változatok egyaránt előfordulnak. A rajta termelt borok valószínűleg a legkönnyebbek, de egyben a legkifinomultabbak is a borvidéken. Uralkodó szőlőfajtája a tempranillo.
- Logroñótól ugyancsak nyugatra, de zömmel az Ebrótól délre terül el Rioja Alta (ehhez számítják az északi partvidék egy, a borvidék északi határáig felnyúló szakaszát is, ami így két részre osztja a Rioja Alavesa körzetet). Talaja helyenként jóval finomabb szemű (agyagosabb) ártéri üledék, a vizet jobban áteresztő részeken pedig a vastartalomtól vöröses. Az agyagtalaj jobb a fehérborszőlő viura számára, a vasas talajok pedig a tempranillónak kedveznek. Az ártéren a durvaszemű hordalék a malváziának kedvez. Az éghajlat melegebb és szárazabb, mint Alavesában, de még így is inkább óceáni.
- Logroñótól mindkét part a Rioja Baja körzethez tartozik; az északi (navarrai) rész jóval kisebb. Az éghajlat kontinentális, melegebb nyarakkal, szigorúbb telekkel és kevesebb csapadékkal. A talaj agyagos homok, a meghatározó szőlőfajta a garnacha. Riojában a legtöbb vino joven innen kerül ki. Ebben a körzetben a szőlő mellett többféle gyümölcsöt is termesztenek.

Az éghajlati különbségek jelentősek. A mediterrán hatás miatt keleten a bor még 800 méterrel a tengerszint fölött is könnyedén beérik. Alfaróban, a régió keleti szélén sokszor négy–hat héttel is korábban szüretelnek, mint Haróban, ahol október vége előtt sosem fejeződik be a szüret. A csapadék mennyisége kelet felé csökken — a nyugati 400 mm-ről évi 200 mm-re. Ezeket a földeket öntözni kell.

## Története
Már az i. e. 2. században is voltak itt szőlők. A Római Birodalom bukása után a borászat leginkább a kolostorok környékén élt tovább, és borászai a szakma elvilágiasodása után is sokáig jóformán csak a hazai piacra termeltek. A borokat a sok évig fa hordókban érlelték, és a vidék viszonylag jó hírneve miatt már a középkorban megtiltották, hogy Riojában máshonnan beszállított szőlőt dolgozzanak fel.
A nemzetközi hírnévhez az kellett, hogy a filoxéra kipusztítsa a szőlőket Bordeaux-ban — itt ugyanis a homokos talaj hasznos hozadékaként a szőlőgyökértetű nem tudott megtelepedni; még ma is találhatunk a filoxéra előtt telepített tőkéket. Ezek (mostanra már igencsak csekély) terméséből különleges házasításokat készítenek.
Sok nagykereskedő, szőlős- és borosgazda átköltözött Bordeaux-ból Észak-Spanyolországba, ezért egészen a közelmúltig az itteni borokat nem a szőlőskertek és a termelők, hanem a felvásárlók/nagykereskedők márkaneveiről ismerték. Ugyancsak ők tették általánossá a 225 literes fahordókat. manapság szinte minden faluban készítenek ilyeneket; a nagyobb gazdaságokban komplett kádárműhelyek üzemelnek. Megváltozott, a palackos felé tolódott el az érlelés módja. A legtöbb bort még így is a szabályokban előírtnál tovább érlelik, pedig ez az idő Riojában hosszabb, mint másutt Spanyolországban.
A kereskedést jelentősen segítette a vasút megépítése. A borvidék határait 1926-ban húzták meg.
A Consejo Reguladort 1926-ban alapították. A fejlődést megállította a polgárháború és a II. világháború, a borvidék a befektetéseknek és az úthálózat kiépítésének köszönhetően csak az 1970-évek közepén lendült fel újra.
A 2000-es években eldöntötték, hogy a felvásárló/nagykereskedők házasításaival szemben a birtokborokat, sőt a dűlős vagy egy-egy adott szőlőskerthez köthető borokat részesítik előnyben.

## Birtokszerkezet, szőlőfajták, borok
A szőlők többsége átlag 1 ha-os kisbirtok; a termelők közül sokan nagykereskedőknek vagy szövetkezeti pincészeteknek adják el a szőlőt. A legtöbb falunak van saját szövetkezete. Az ültetvényeken gyakori a bakművelés; a kordonos művelést csak kísérleti célokból engedélyezik. A hivatalos terméskorlátozás (DO) 63 hl/ha a fehérborszőlőkre, 45 hl/ha a vörösökre.
A hordókat és palackokat a magyar gyakorlattal ellentétben és általános spanyol szokás szerint többnyire nem pincékben, hanem erre épített, ún. bodegákban érlelik.  A legnagyobb bodegák közül sok áll Logroñóban vagy a borvidék nyugati szélén fekvő Haróban, a borkereskedelem hagyományos központjában.
A termelés háromnegyede vörösbor, 15% rozé, 10% fehérbor. A drágább vörösbor házasításokhoz használt nemzetközi fajták:
- tempranillo (többség, a birtokok 61 %-án)),
- graciano,
- mazuelo.

A cabernet sauvignon nem általánosan engedélyezett. Csak azok termeszthetik-házasíthatják, akik már a 20. század előtt bizonyíthatóan alkalmazták itt Riojában — ilyen például a Marqués de Riscal szőlészet.
Az olcsóbb, vino joven és rosado borok fő alapanyaga a garnacha (a birtokok 18 %-án).
A fehérborokhoz használt fajták:
- viura,
- malvázia (a garnacha blanca is engedélyezett)

2007 óta a fehérborokhoz használható még:
- chardonnay,
- sauvignon blanc és
- verdejo

Ezeken kívül valamennyi típusú borhoz megengedett egyes speciális, helyi jellegű fajták házasítása.
A vörösborok stílusválasztéka mára igencsak kiszélesedett:
- A hagyományos Reserva és Gran Reserva vörösborokat gyors erjesztés után nagyon hosszú ideig érlelik tölgyfahordóban (amerikai fehér tölgy — Quercus alba), aminek eredményeként egy részlegesen ellenőrzött mértékben oxidálódnak, és a kifejődő pikáns húsos és karamelles aromák elfedik az eredeti, édes, lágy eperillatot és -ízt. Ezek a borok gyakran viszonylag halvány téglaszínűek.
- A modernebb borokban megpróbálják megőrizni a gyümölcsös jelleget. Ehhez a szőlőt tovább áztatják és a bort hamarabb palackozzák. Az ilyen bor általában sötétebb; bennük a tempranillo eperkonzervre és szilvára emlékeztető jegyei jobban felismerhetők.

A fehérborokat:
- hagyományosan tovább érlelték amerikai tölgyfahordóban, amitől mélyarany színt és ízletes, diós ízeket kaptak. Ez a szándékosan oxidált stílus a boroknak egyedülálló, meglehetősen sajátos ízt ad.
- A modern fehérborokat gyakran alacsony hőmérsékleten erjesztik rozsdamentes acéltartályban, és a gyümölcsös jelleg megtartása érdekében még fiatalon palackozzák. Igen érdekes, hogy a modernebb bodegák közül néhány szintén érlel fehérbort tölgyfahordóban is, de nem hagyományos amerikai hordót használnak, hanem új franciát.

Navarra régebben rozéborairól volt híres. Ezeket garnacha szőlőből erjesztették, gyakran 15%-nál több volt bennük az alkohol és korán oxidálódtak. Ahogy a borfogyasztók ízlése változott, a minőségi vörösborok készítésére tértek át. A rozéborok is könnyebbek, frissebbek lettek.
A Riojában termelt borok legfontosabb piaca Anglia, majd Németország és az USA.
A vörös rioja borok házasításához 2009-ig engedélyezett négy fajta:
- tempranillo (többség),
- garnacha,
- graciano,
- mazuelo.

A 2009-ben engedélyezett fajták:
- maturana tinta,
- maturana parda,
- monastrell.

A fehér rioja borok házasításához használt hagyományos fajták:
- viura (többség),
- malvázia,
- garnacha blanca.

A sort 2009-ben bővítették három ősi, már az eltűnés határán álló szőlővel:
- maturana blanca,
- tempranillo blanco,
- turruntés (nem azonos a torrontésszel)

és három nemzetközi fajtával:
- sauvignon blanc,
- chardonnay,
- verdejo.

A bornak legalább 51 %-ban továbbra is viurából kell állnia.

## Szőlészetek
A két leghíresebb gazdaság a Marqués de Riscal és a Marqués de Murrieta. Előbbit 1860-ban alapították Elciegóban, utóbbit 1872-ben, Logroñótól keletre. Ugyancsak 19. századi birtok a La Bodega XdT. Az újabbak közül jelentős az 1960-ban alapított Bodegas Sonsierra.
További gazdaságok:
- Bodegas Ajuarte,[6]
- Bodegas Berberana,[7]
- Bodegas Bilbaínas,
- Bodega Campillo,[8]
- Bodegas Carlos Serres,[9]
- Bodegas Casa-Juan,[10]
- Bodegas Dinastia Vivanco,[11]
- Bodegas Don Jacobo,[12]
- Bodegas Faustino,[13]
- Bodegas Fernández de Piérola,[14]
- Bodegas Franco-Españolas,[15]
- Bodegas J.E.R.,[16]
- Bodegas La Emperatriz,[17]
- Bodegas Marqués del Puerto,
- Bodegas Martínez Lacuesta,[18]
- Bodegas Miguel Merino,[19]
- Bodegas Muga,[20]
- Bodegas y Viñedos Fernandez de Manzanos,
- Comercializadora La Rioja Alta, S.A.,[21]
- David Moreno Peña,[22]
- El Coto de Rioja,[23]
- Luberri Monje Amestoy,[24]